# Bojt, Hajdú-Bihar
Bojt  este un sat în districtul Berettyóújfalu, județul Hajdú-Bihar, Ungaria, având o populație de 567 de locuitori (2011). 

## Demografie
Componența etnică a satului Bojt
     Maghiari (71,73%)
     Romi (26,92%)
     Români (1,35%)
Componența confesională a satului Bojt
     Reformați (53,97%)
     Fără religie (16,05%)
     Romano-catolici (4,59%)
     Necunoscută (24,69%)
     Ortodocși (0,71%)
     Alte religii (3%)
Conform recensământului din 2011, satul Bojt avea 567 de locuitori. Din punct de vedere etnic, majoritatea locuitorilor (71,73%) erau maghiari, existând și minorități de romi (26,92%) și români (1,35%).  Din punct de vedere confesional, majoritatea locuitorilor (53,97%) erau reformați, existând și minorități de persoane fără religie (16,05%) și romano-catolici (4,59%). Pentru 24,69% din locuitori nu este cunoscută apartenența confesională.